# Mapimí (Messico)
Mapimí è un comune e città del Messico, situato nello stato di Durango, il cui capoluogo è la località omonima.